# Código ATC B
Secção da lista de códigos ATC.

## B: Sangue e órgãos hematopoéticos
| B01 | Medicamentos antitrombóticos                 |
| B02 | Anti-hemorrágicos                            |
|     | B02A - Antifibrinolíticos                    |
|     | B02B - Vitamina K e outros hemostáticos      |
| B03 | Preparados antianémicos                      |
|     | B03A - Preparados de ferro                   |
|     | B03B - Vitamina B12 e ácido fólico           |
|     | B03X - Outros preparados antianémicos        |
| B05 | Substitutos do sangue e soluções de perfusão |
|     | B05A - Sangue e produtos relacionados        |
|     | B05B - Soluções I.V.                         |
|     | B05C - Soluções irrigantes                   |
|     | B05D - Dialíticos peritoniais                |
|     | B05X - Aditivos de soluções I.V.             |
|     | B05Z - Hemodialíticos e hemofiltratos        |
| B06 | Outros produtos hematológicos                |